# Darío Duretti
Darío Duretti (Bragado, 15 de octubre de 1974) es un político argentino.
Duretti nació en la ciudad de Bragado, en el noroeste de la provincia de Buenos Aires. Es hijo de Mateo Duretti (hijo), nieto de Mateo Duretti (padre) y bisnieto de José Duretti, quien migró con su esposa desde Mondovì (Italia) en 1910.
Estudió en el Instituto Privado Agrotécnico de Bragado (donde obtuvo el título de experto agropecuario) y en la Escuela Normal Nacional de Bragado, egresando como bachiller pedagógico. Continuó su formación profesional en la Escuela de Ciencias Políticas de la Universidad Católica Argentina «Santa María de los Buenos Aires», donde se recibió de licenciado en Ciencias Políticas.

## Carrera política
- 1996-1999: coordinador del Centro de Análisis Político de la UCA.
- 1996-1999: asesor de la Cancillería, en el área de la Subsecretaria de Organismos Internacionales del Ministerio de Relaciones Exteriores, Comercio Internacional y Culto de la Nación.[3]
- 1998 al 2003: secretario ejecutivo del Instituto de Gestión y Desarrollo Municipal.
- 2002, colaboró con la Dirección Nacional para la Reforma Política del Ministerio del Interior de la Nación.[3]
- septiembre de 2002 a octubre de 2003: director provincial de Relaciones Institucionales del Ministerio de Seguridad de la Provincia de Buenos Aires.
- Trabajó en el área de Cooperación Internacional del Gobierno de la Provincia de Buenos Aires.[3]
- 2013 - 2015 se desarrolló como director en el Centro de Investigaciones Territoriales y Ambientales Bonaerenses (CITAB)

En 2009 tomó licencia porque fue convocado por Daniel Scioli ―el gobernador de la provincia de Buenos Aires― para ocupar el cargo de subsecretario de la Reforma Política de la provincia de Buenos Aires, dependiente de la Jefatura de Gabinete. (reemplazó a Juan Pablo Cafiero, quien había dejado el cargo para asumir como embajador ante el Vaticano).

## Actividades
En la ciudad de Bragado creó la agrupación política denominada Casa Peronista, y la Fundación Tierra Fértil; ambos instrumentos de acción política y de gestión a nivel local y provincial.
En 2009 publicó un libro llamado Desarrollo rural con justicia social, donde explicó el plan agropecuario del Gobierno para la provincia de Buenos Aires.
El principal objeto de su interés político y profesional ha sido el ámbito de la gestión pública a nivel municipal, impulsando todas las iniciativas relacionadas con la reforma política y administrativa para los municipios bonaerenses. Fue creador, junto con otros compañeros, del IGEDEM (Instituto de Gestión y Desarrollo Municipal), organización no gubernamental que acompaña técnicamente el proceso de reconversión de las administraciones municipales.
Fue coordinador de la Misión Argentina de Legisladores e Intendentes, que durante el año 2001 visitó la asamblea anual extraordinaria del Comité de las Regiones, en el Parlamento Europeo con sede en la ciudad de Bruselas (Bélgica); y de otros viajes de capacitación en gestión pública local por el exterior.